# Chalepogenus perimelaena
Chalepogenus perimelaena är en biart som först beskrevs av Cockerell 1916.  Chalepogenus perimelaena ingår i släktet Chalepogenus och familjen långtungebin. Inga underarter finns listade i Catalogue of Life.